# BeagleBoard
BeagleBoard er flere laveffekts open-source hardware single-board computere.

## Oprindelige BeagleBoard
Det oprindelige BeagleBoard fra 2008 bliver produceret af Texas Instruments i samarbejde med Digi-Key. BeagleBoard blev også designet med tanke på open-source software udvikling – og en måde at demonstrere Texas Instruments OMAP3530 system-on-a-chip. 
Printkortet blev udviklet af en lille gruppe af ingeniører som et uddannelseskort som kunne anvendes verden rundt ved højere uddannelser til at lære open source hardware og open-source software muligheder. Printkortet bliver solgt til offentligheden under Creative Commons share-alike licensen.

### Egenskaber
BeagleBoard måler omtrent 75 gange 75 mm og har grundlæggende computer funktionalitet. 
OMAP3530 omfatter en ARM Cortex-A8 CPU (som kan køre Linux, Risc OS, eller Symbian; Android er også ved at blive porteret
, en TMS320C64x+ DSP til accelereret billed- og lyd-dekodning, og en Imagination Technologies PowerVR SGX530 GPU til at accelerere 2D og 3D som understøtter OpenGL ES 2.0. Video ud understøttes gennem separate S-Video og HDMI forbindelser. En enkelt SD/MMC kort slot undersøtter SDIO, en USB-On-The-Go-port, en RS-232 serielforbindelse, en JTAG forbindelse – og to stereo 3.5 mm jacks til audio in/out.
Indbygget lager og hukommelse ydes via PoP mikrochips som omfatter 256 MB af NAND flash memory og 256 MB af RAM (128 MB på tidligere modeller).
Printkortet belaster med op til 2 W og kan strømforsynes via USB-porten eller en separat 5 V strømforsyning. Grundet den lave effektbelastning er yderligere køling eller køleplader ikke nødvendig.